# ワシントン・オールストン
ワシントン・オールストン（英: Washington Allston ARA、1779年11月5日 – 1843年7月9日）はアメリカ合衆国の画家である。風景画家としての評価が高い。 

## 略歴
アメリカ独立戦争（1775年-1783年）の戦中、1779年にサウスカロライナのワカマー川河畔の農園で生まれた。父親のウィリアム・オールストンは独立戦争の軍人で、息子に植民地軍総司令官のジョージ・ワシントンから名前をもらってワシントンと名付けた。父親が1781年、カウペンスの戦いのすぐ後に死去すると、母親は後に裕福な商人と再婚した。
1800年にハーバード・カレッジを卒業後、しばらくチャールストンで過ごしたオールストンは1801年5月、イギリスに渡った。9月にロンドンで当時ベンジャミン・ウエスト（ペンシルベニア植民地出身）が会長を務めていたロイヤル・アカデミー・オブ・アーツの美術学校に入学した。
1803年から1808年にわたりパリやイタリアの美術館を見て回ると、ローマで作家のワシントン・アーヴィングやサミュエル・テイラー・コールリッジと知り合い友人となった。1809年に有名な牧師で思想家のウィリアム・エラリー・チャニングの妹アン・チャニングと結婚した 。サミュエル・モールスの絵画の才能を見出し、1811年にヨーロッパに招いて指導した。西ヨーロッパを旅した後、ロンドンで活動し画家としての評価を得た。
著述家としても活動し、1813年にロンドンで出版した詩集を、これはボストンでも出版された。1815年に妻を亡くしたこともあって1818年にアメリカに帰国し、マサチューセッツ州のケンブリッジに住むと、1826年にアメリカ芸術科学アカデミーの会員に選ばれた。
甥にあたるジョージ・ホワイティング・フラッグ（1816年-1897年）とジャレッド・ブラッドリー・フラッグ（1820年–1899年）に絵を教えた。
1827年にアメリカ初の個展をボストン・アシニアムで開くと12点の作品を展示した。1830年に裁判官フランシス・デイナ（Francis Dana）の娘で最初の妻の従妹のシャルロットと再婚した。
オールストンの風景画はその色使いからルネサンス期の画家、ティツィアーノ・ヴェチェッリオに擬えて（なぞらえて）「アメリカのティツィアーノ」と評せられることもあり、その後のアメリカの風景画家に影響を与えたとされる。

## 作品

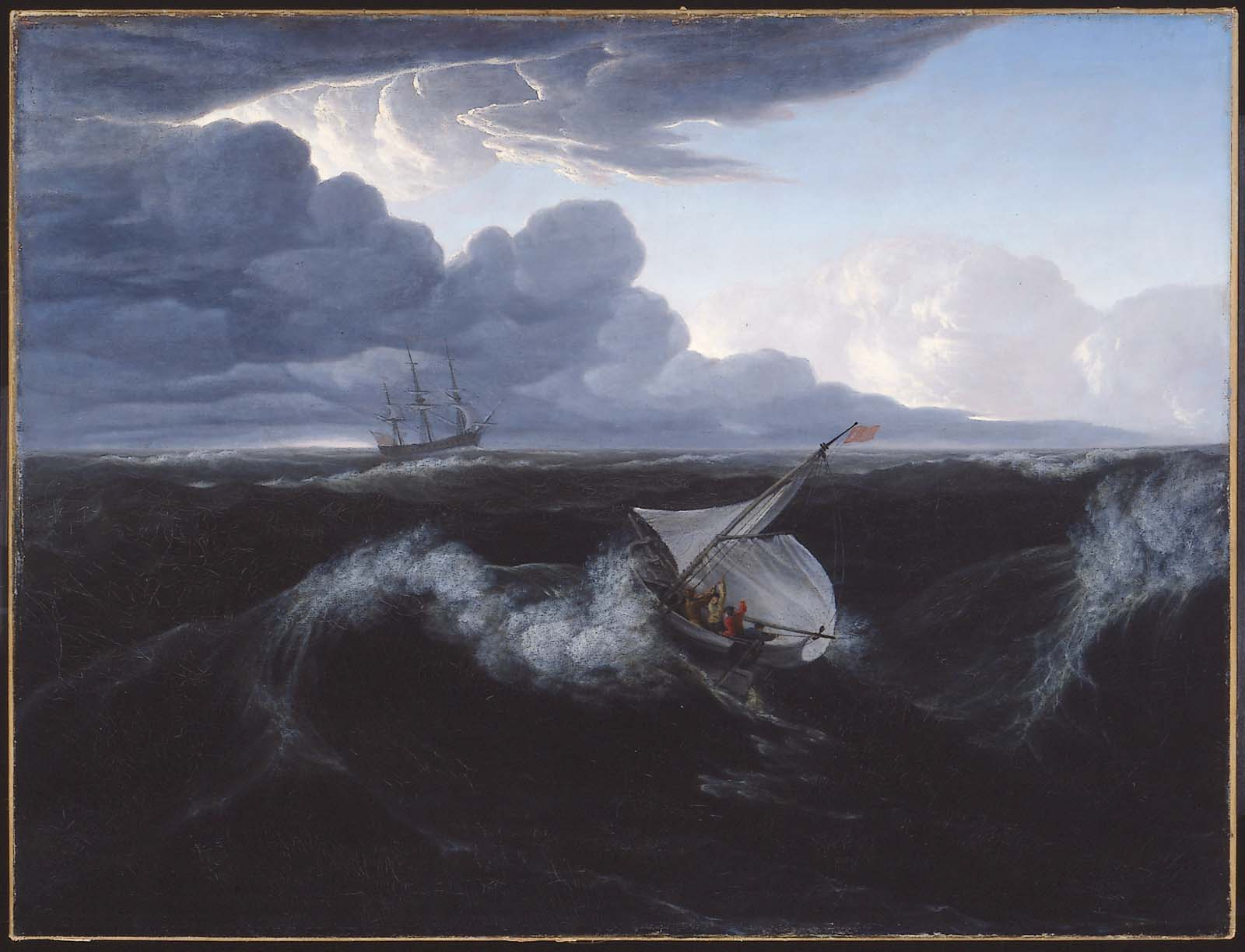
Rising of a Thunderstorm at Sea（1804年）
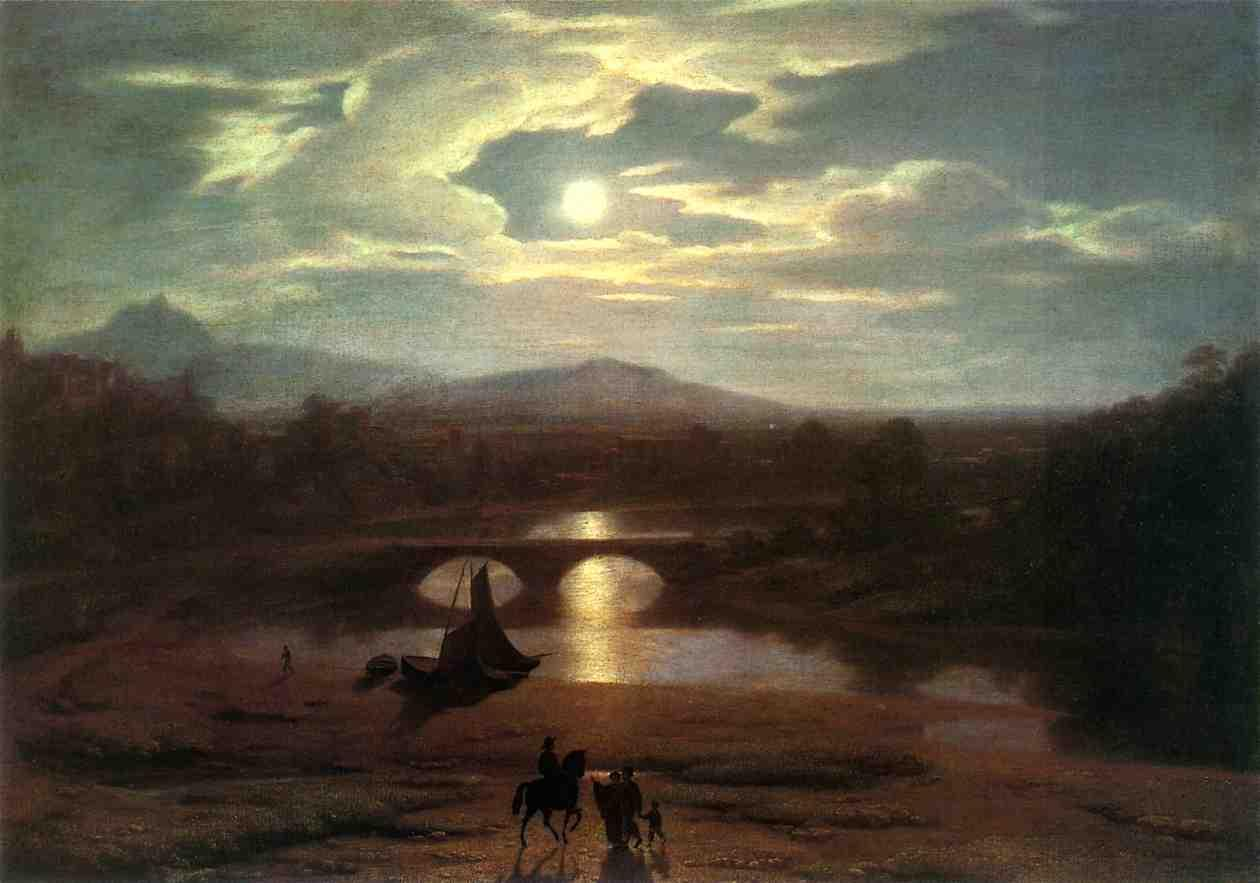
月明りの風景（1809年）
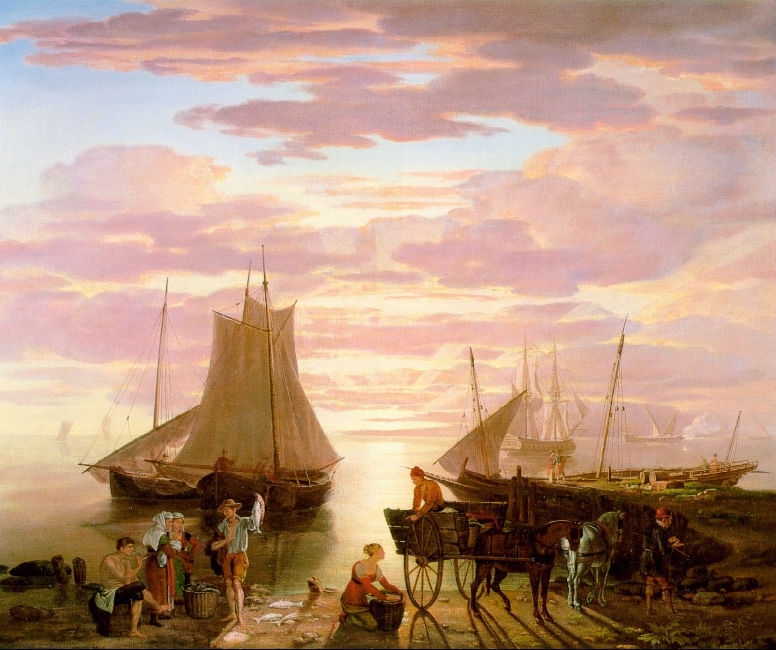
地中海の海岸の風景（1811年）

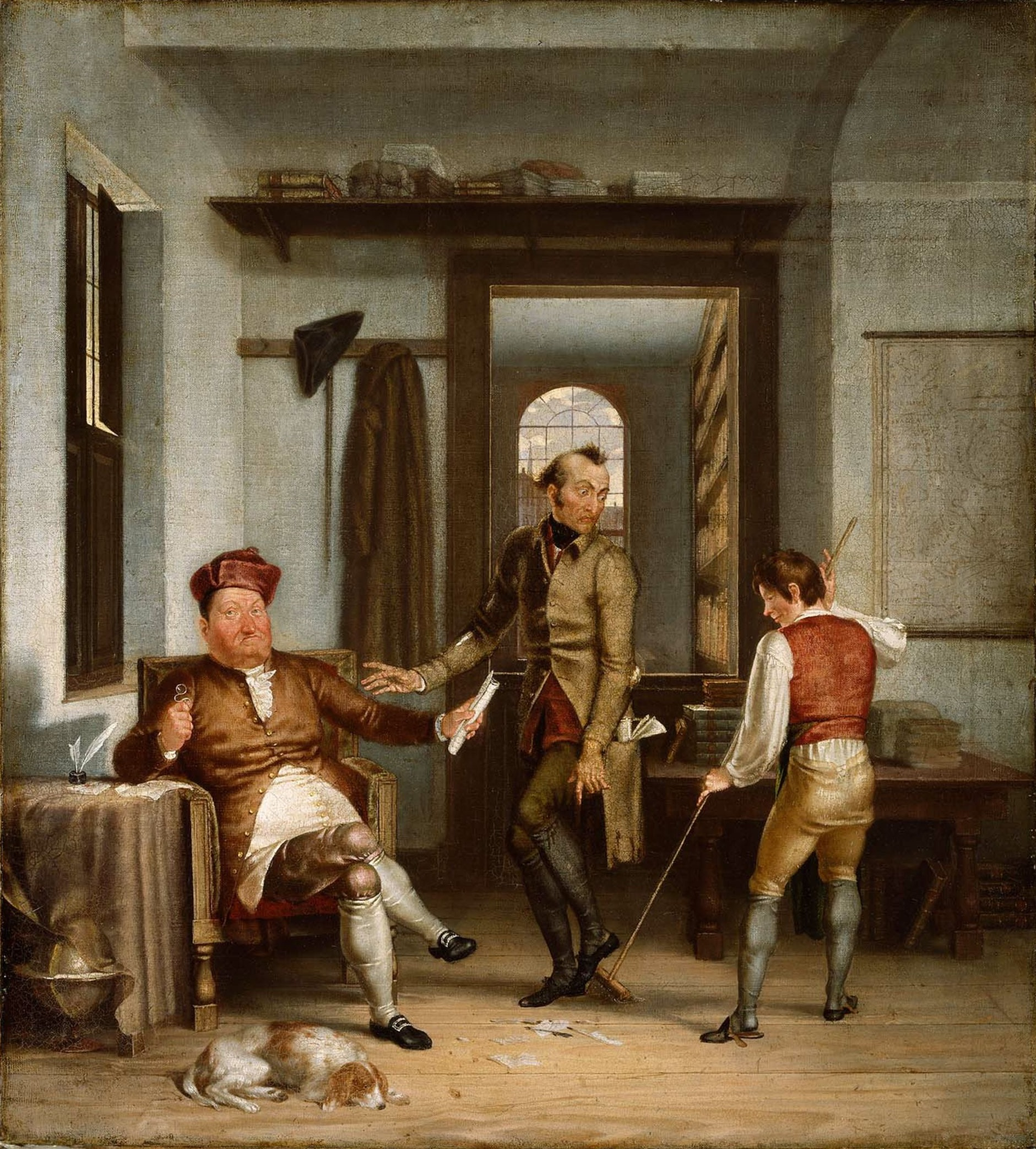
貧乏な作家と裕福な出版人（1811年）
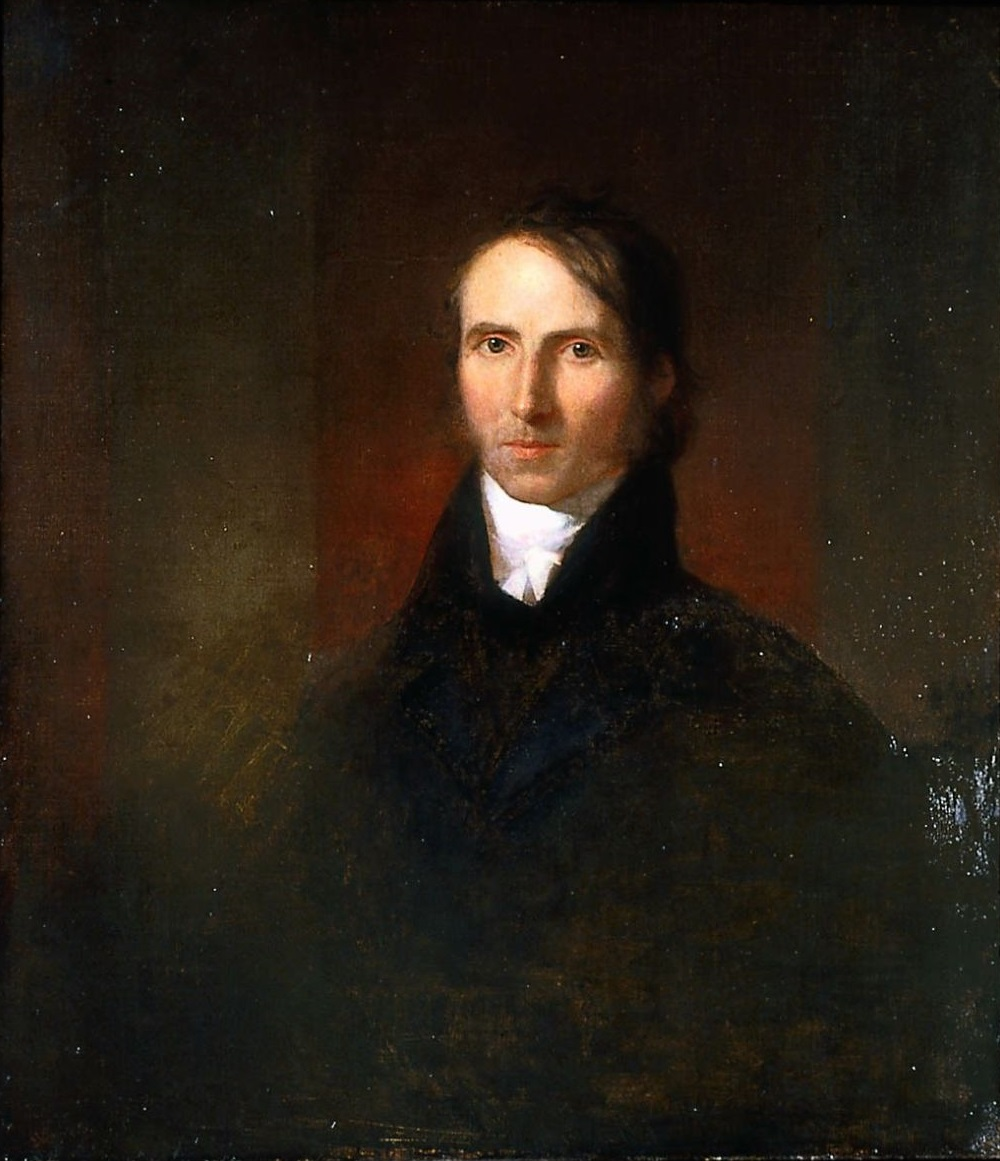
義兄ウィリアム・エラリー・チャニングの肖像（1811年）
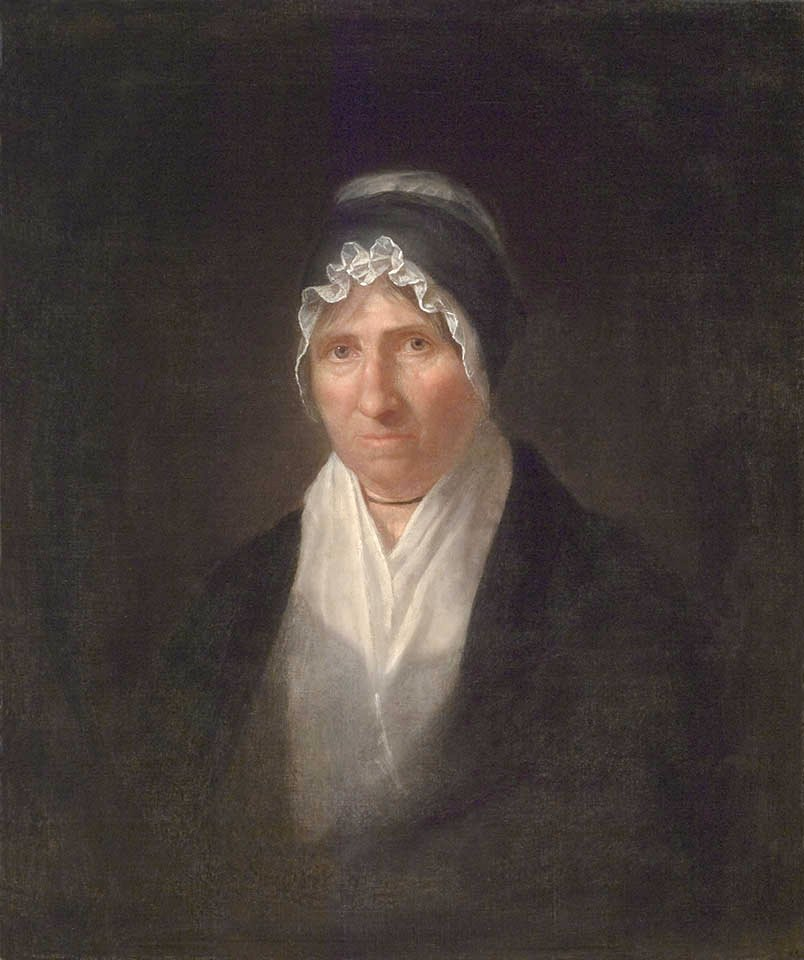
義母ルーシー・チャニングの肖像（1811年）
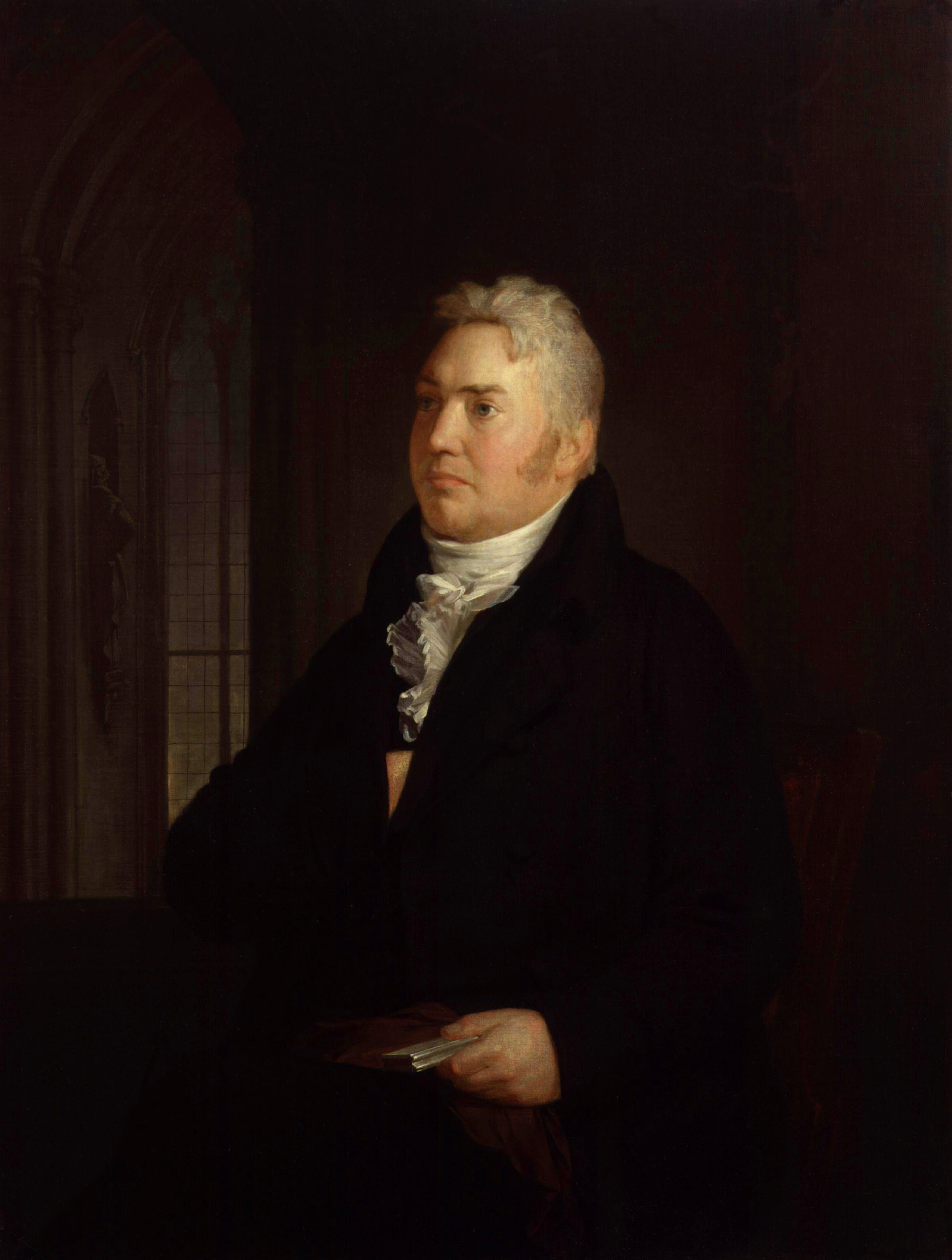
サミュエル・テイラー・コールリッジ（1814年）
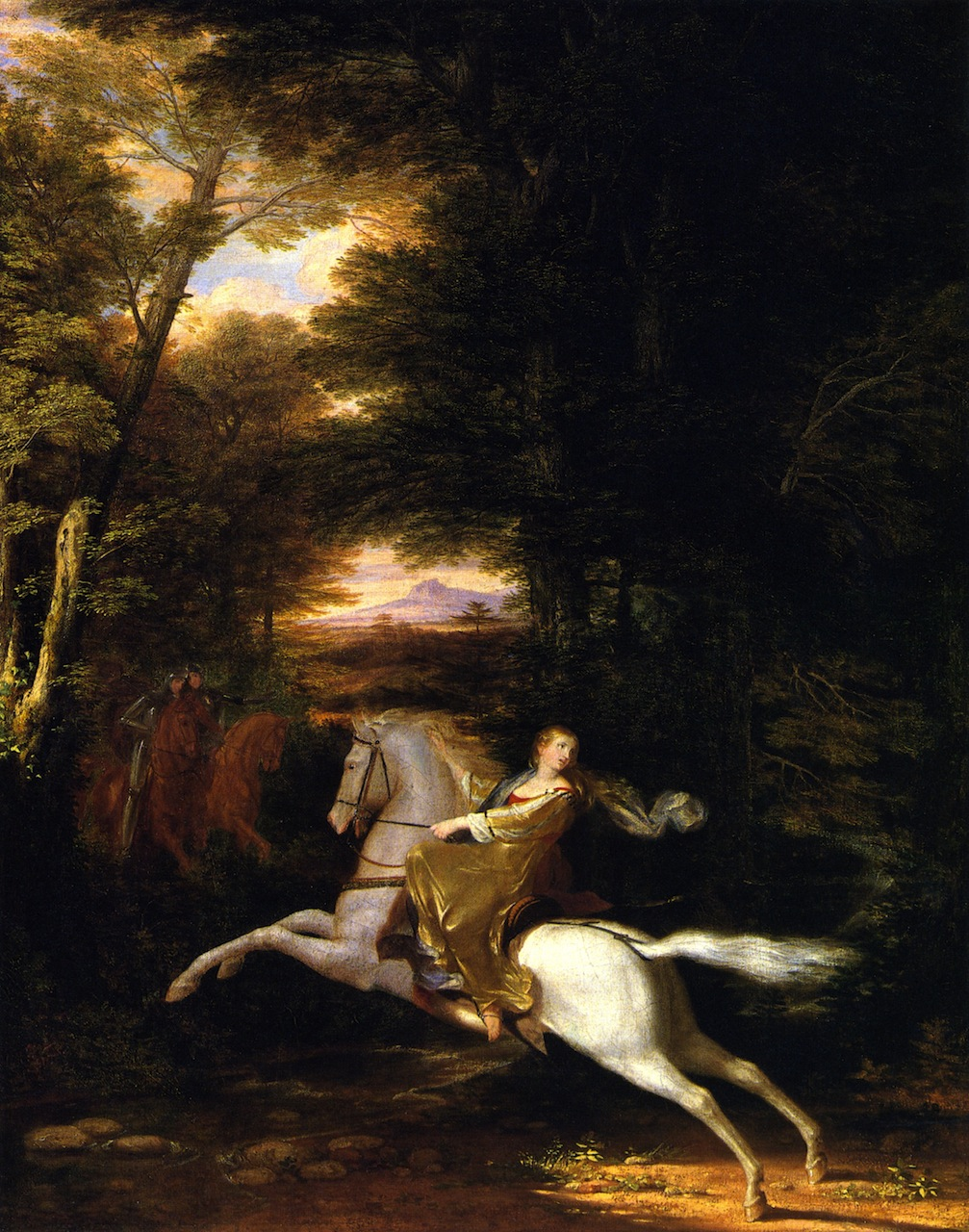
The Flight of Florimell（1819年）
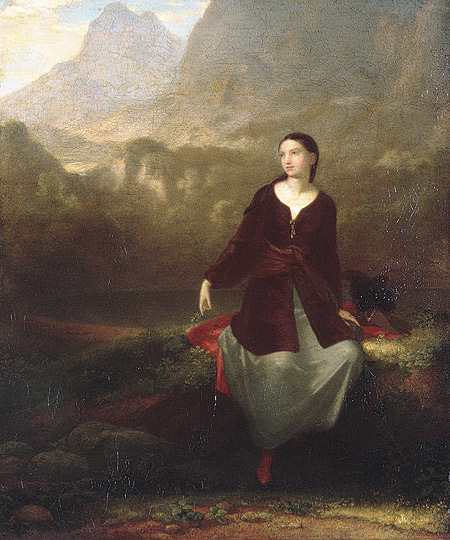
スペインの女性（1831年）

## 著作
- Allston, Washington (1967) (英語). Lectures on Art and Poems, 1850 (復刻 ed.). Scholars' Facsimiles & Reprints ISBN 978-0-8201-1001-1 CRID 1130000797684474880
- Allston, Washington. Lectures on art-poems. Richard Henry Dana, Jr. 編, Kennedy Graphics : Da Capo Press, 1972. CRID 1130000794996446208
- Allston, Washington; Wright, Nathalia. The correspondence of Washington Allston. University Press of Kentucky, 1993. CRID 1130282269296042880

## 関連資料

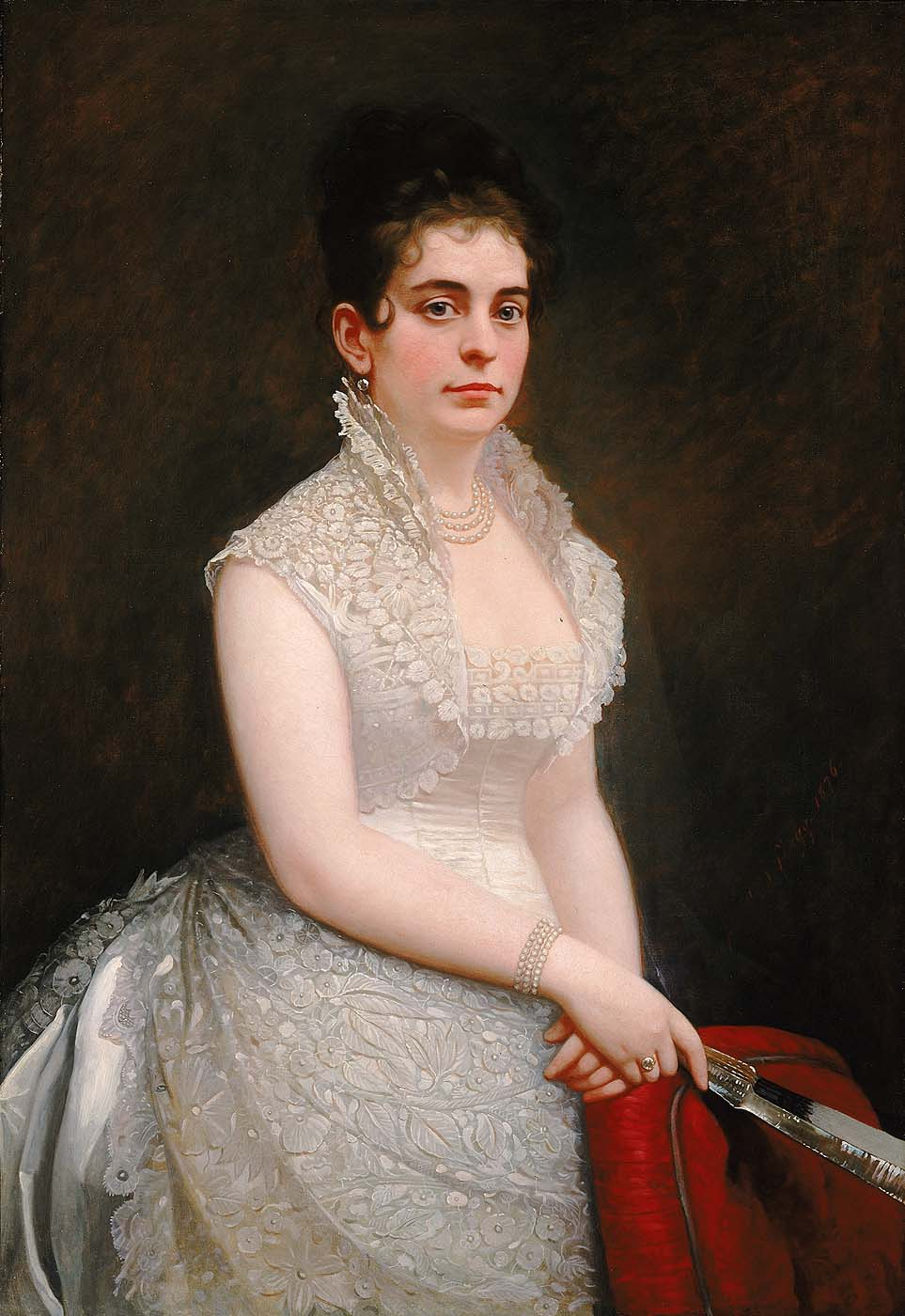
ジャレッド・B・フラッグ（甥）「婚礼衣装のアリス・パイク・ベイリー」スミソニアン・アメリカ美術館

脚注に使っていない資料。発行年順。
- 藤田 延幸「Washington Allstonの略年譜 : Horatio Greenough理解のための自分自身の覚書（歴史・計画・環境工学・防火）」『日本建築学会東北支部研究報告集』第21号、日本建築学会、1973年3月17日、89-92頁、CRID 1573105977424080384、ISSN 1343-4713。

洋書
- Peabody, Elizabeth P.; D. Lothrop. Last evening with Allston, and other papers （英語） London : Lothrop, 1886. NCID BA83618660 lccn:24017288, デジタル.
  - Peabody, Elizabeth P. Last evening with Allston, and other papers （英語） AMS Press, Reprint. 1975. NCID BA0039158X ISBN 0404107184. 参考文献. lccn:72002953, デジタル.
- Flagg, Jared B.; The life and letters of Washington Allston （英語）. 1892, Kennedy Galleries [and] Da Capo Press. 1969, NCID BA8473116X lccn:8027719, デジタル.
- Tocqueville, Alexis Charles Henri Maurice Clérel de; Allston, Washington ほか The Bitch-goddess success : variations on an American theme. Leslie Katz 編. Eakins Press, c1968. CRID 1130282270468784000
- Bjelajac, David. Millennial desire and the apocalyptic vision of Washington Allston. Smithsonian Institution Press, 1988. CRID 1130000794466774272
- Bjelajac, David. Washington Allston, secret societies, and the alchemy of Anglo-American painting Cambridge University Press, 1997. CRID 1130000797025167744
- Paley, Morton D. Samuel Taylor Coleridge and the fine arts.  Oxford University Press, 2008. CRID 1130282271923052544